# Kościół Świętej Trójcy w Tarłowie
Kościół Świętej Trójcy w Tarłowie – rzymskokatolicki kościół parafialny znajdujący się w dawnym mieście, obecnie wsi Tarłów, w województwie świętokrzyskim. Należy do dekanatu lipskiego diecezji radomskiej.
Obecna świątynia została ufundowana w 1647 roku przez starostę opoczyńskiego, Zbigniewa Oleśnickiego. W 1655 roku budowla została konsekrowana przez Olbrachta Lipnickiego, sufragana krakowskiego. Kościół był restaurowany przed połową XVIII stulecia, następnie po 1782 roku, kiedy przebudowana została fasada, oraz w 2 połowie XIX stulecia.
Kościół został wybudowany w stylu wczesnobarokowym. Budowla jest orientowana, wzniesiono ją z cegły i kamienia. Fasada jest flankowana przez dwie wieże. Na drugiej kondygnacji jest umieszczona wnęka, w której znajduje się kamienna rzeźba Trójcy Świętej.

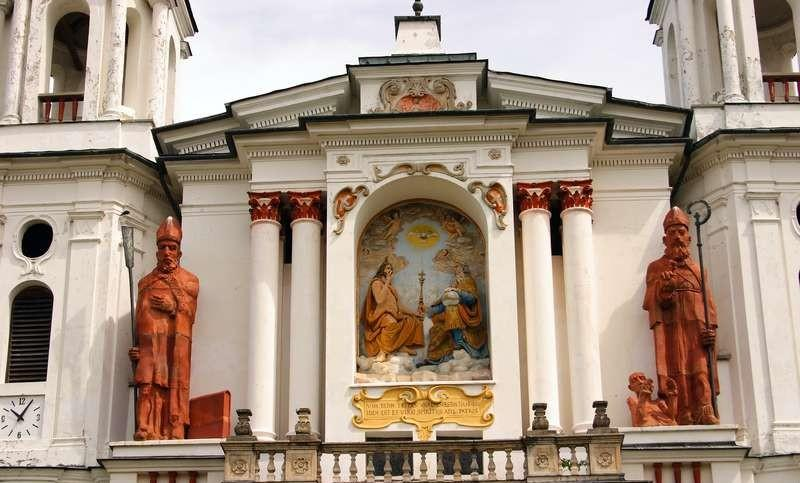
Fragment fasady
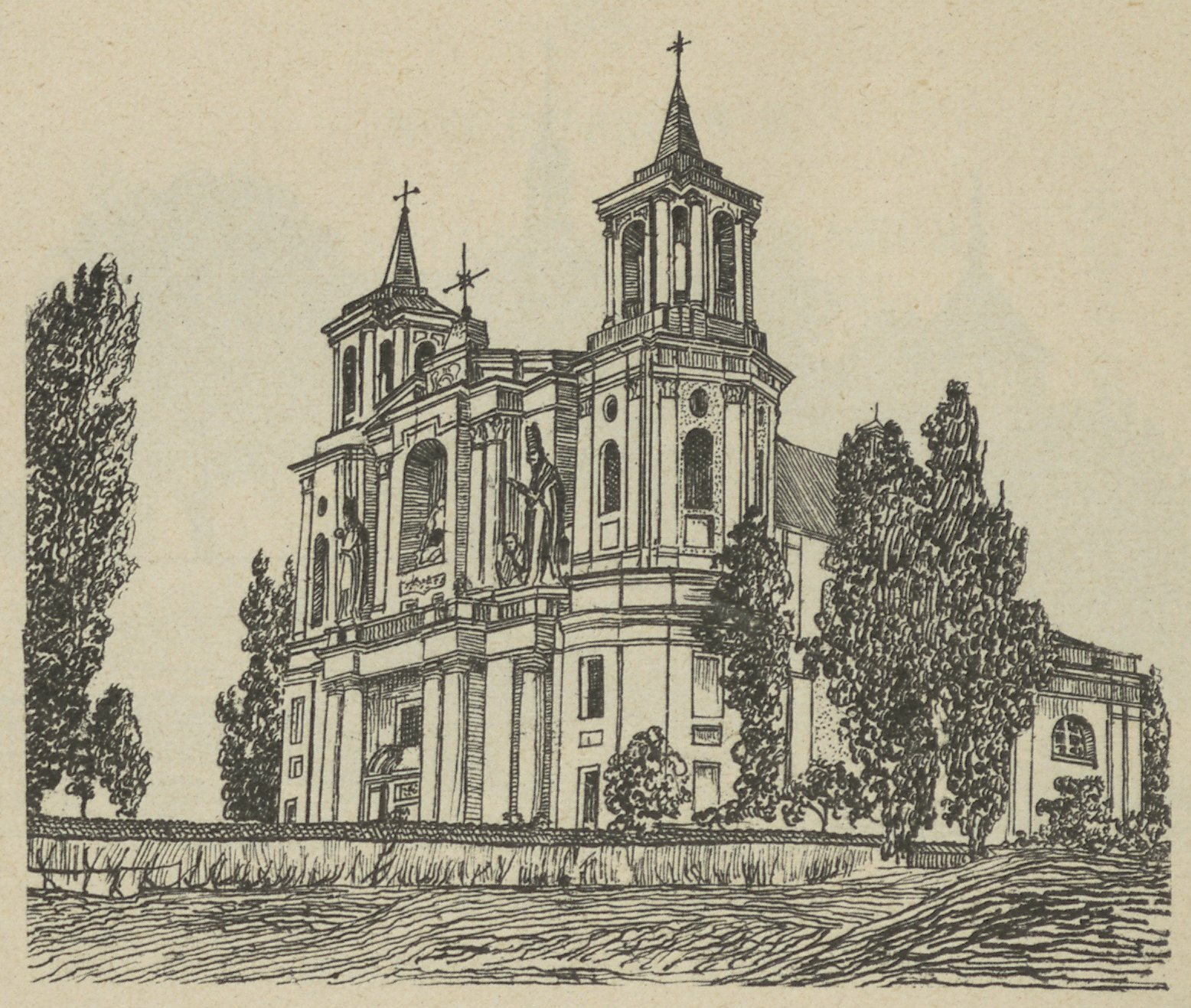
Widok przed 1911